# Lerums biograf
Lerums biograf var en biograf på Göteborgsvägen 18 (tidigare Torp Södergatan) strax norr om den nuvarande polisstationen i Lerum. Den öppnade 1928 och stängde runt 1985. Huset revs 1989. Biografägare de första åren var Gunnar Svenningsson.